# میگل آلوبیره
میگل آلوبیره (انگلیسی: Miguel Alcubierre؛ زاده ۱۹۶۴ (۶۰–۶۱ سال)) یک فیزیک‌دان اهل مکزیک است.